# Braunsia sumbana
Braunsia sumbana är en stekelart som beskrevs av Günther Enderlein 1906. Braunsia sumbana ingår i släktet Braunsia och familjen bracksteklar. Inga underarter finns listade.